# Liste der Baudenkmäler in Schnelldorf
Auf dieser Seite sind die Baudenkmäler in der mittelfränkischen Gemeinde Schnelldorf zusammengestellt. Diese Tabelle ist eine Teilliste der Liste der Baudenkmäler in Bayern. Grundlage ist die Bayerische Denkmalliste, die auf Basis des Bayerischen Denkmalschutzgesetzes vom 1. Oktober 1973 erstmals erstellt wurde und seither durch das Bayerische Landesamt für Denkmalpflege geführt wird. Die folgenden Angaben ersetzen nicht die rechtsverbindliche Auskunft der Denkmalschutzbehörde.
 Diese Liste gibt den Fortschreibungsstand vom 16. April 2020 wieder und enthält 15 Baudenkmäler.

## Baudenkmäler nach Gemeindeteilen

### Schnelldorf
| Lage                              | Objekt              | Beschreibung                                                    | Akten-Nr.    | Bild |
| --------------------------------- | ------------------- | --------------------------------------------------------------- | ------------ | ---- |
| Rothenburger Straße 26 (Standort) | Ehemaliges Amtshaus | Zweigeschossiger klassizistischer Putzbau mit Walmdach, um 1782 | D-5-71-199-1 | BW   |

### Haundorf
| Lage                     | Objekt                                      | Beschreibung                                                                             | Akten-Nr.    | Bild           |
| ------------------------ | ------------------------------------------- | ---------------------------------------------------------------------------------------- | ------------ | -------------- |
| Schloßgasse 7 (Standort) | Evangelisch-lutherische Kirche St. Wolfgang | Verputzter Saalbau mit dreiseitigem Abschluss, 1499, Dachreiter um 1600, mit Ausstattung | D-5-71-199-3 | weitere Bilder |

### Hilpertsweiler
| Lage                        | Objekt        | Beschreibung | Akten-Nr.    | Bild |
| --------------------------- | ------------- | --- | ------------ | ---- |
| Hilpertsweiler 9 (Standort) | Wohnstallhaus | Eingeschossiger Fachwerkbau mit Steilsatteldach, bezeichnet „1786“, südliche Aufstockung erstes Viertel 20. Jahrhundert | D-5-71-199-6 | BW   |

### Oberampfrach
| Lage                    | Objekt                                                   | Beschreibung | Akten-Nr.     | Bild                 |
| ----------------------- | -------------------------------------------------------- | --- | ------------- | -------------------- |
| Pfarrgasse 1 (Standort) | Evangelisch-lutherische Pfarrkirche, ehemals Sankt Georg | Mittelalterliche Chorturmanlage, Langhaus mit Satteldach, Chorturm mit Spitzhelm, 2. Hälfte 15. Jh., Erweiterungen nach Norden 1707, nach Westen 1892, Ausstattung | D-5-71-199-9  | weitere Bilder       |
| Pfarrgasse 1 (Standort) | Friedhofsmauer                                           | Im Kern wohl mittelalterlich | D-5-71-199-9  | BW                   |
| Pfarrgasse 2 (Standort) | Pfarrhaus                                                | Zweigeschossiger, giebelständiger Putzbau mit Halbwalmdach und Fachwerk-Obergeschoss, 1748                                                                         | D-5-71-199-10 | BW                   |
| Schulgasse 2 (Standort) | Ehemaliges Schulhaus                                     | Zweigeschossiger polychromer Sandsteinquaderbau auf hohem Kellergeschoss mit flachem Walmdach, im Stil der Neurenaissance, 1897                                    | D-5-71-199-19 | Ehemaliges Schulhaus |
| Schulgasse 2 (Standort) | Pfeilergitterzaun                                        | Schmiedeeisern, gleichzeitig | D-5-71-199-19 | BW                   |

### Steinbach an der Holzecke
| Lage                                      | Objekt               | Beschreibung                                                                           | Akten-Nr.     | Bild |
| ----------------------------------------- | -------------------- | -------------------------------------------------------------------------------------- | ------------- | ---- |
| Steinbach an der Holzecke 7, 9 (Standort) | Ehemaliger Haufenhof | Wohnstallhaus, erdgeschossiger Steildachbau mit Fachwerkgiebel, spätes 18. Jahrhundert | D-5-71-199-11 | BW   |

### Stollenhof
| Lage | Objekt          | Beschreibung                                      | Akten-Nr.     | Bild |
| --- | --------------- | ------------------------------------------------- | ------------- | ---- |
| Stollenhof 2, oberhalb des Stollenhofes bei Unterampfrach an der Ampfrach (rechtsseitig) (Standort)        | Fischgrenzstein | Um 1700; Bergung durch Flurbereinigung vorgesehen | D-5-71-199-20 | BW   |
| Stollenhof 4, im Gelände der ehemalige Stollenmühle (jetzt Wochenendhaus Berthold) zugeschüttet (Standort) | Fischgrenzstein | Um 1700                                           | D-5-71-199-21 | BW   |

### Unterampfrach
| Lage                            | Objekt                                         | Beschreibung | Akten-Nr.     | Bild           |
| ------------------------------- | ---------------------------------------------- | --- | ------------- | -------------- |
| Seinsheimerstraße 6 (Standort)  | Evangelisch-lutherische Kirche Sankt Sebastian | Chorturmanlage, Saalbau mit abgewalmtem Satteldach und achtseitigem Turm mit Zeltdach, von Hans Wolspanger, 1578, erweitert 1722, mit Ausstattung | D-5-71-199-14 | weitere Bilder |
| Seinsheimerstraße 9 (Standort)  | Ehemaliges Austragshaus                        | Eingeschossiger Satteldachbau mit Fachwerk-Kniestock und -Zwerchhaus, um 1900                                                                     | D-5-71-199-22 | BW             |
| Seinsheimerstraße 11 (Standort) | Ehemaliges Gasthaus, dann Schmiede             | Zweigeschossiges Wohnstallhaus mit Krüppelwalmdach, korbbogigem Mitteltor und Querhaus, dendrochronologisch datiert um 1450, 1773 und 1827        | D-5-71-199-15 | BW             |
| Seinsheimerstraße 9 (Standort)  | Scheune                                        | Massiver Satteldachbau, 18. Jahrhundert | D-5-71-199-15 | BW             |

### Wildenholz
| Lage                      | Objekt                                                     | Beschreibung | Akten-Nr.     | Bild           |
| ------------------------- | ---------------------------------------------------------- | --- | ------------- | -------------- |
| Am Kirchbuck 9 (Standort) | Evangelisch-lutherische Pfarrkirche, ehemals Sankt Jakobus | Ehemalige Chorturmanlage, Sandsteinquaderbau mit nach Westen abgewalmtem Satteldach, östlich angebaut dreigeschossiger, rechteckiger Sandsteinquaderturm mit Zeltdach und Gesimsgliederung, um 1300, Ostturm 1818 mit Ausstattung | D-5-71-199-17 | weitere Bilder |
| Am Kirchbuck 9 (Standort) | Friedhofsmauer                                             | Im Kern wohl mittelalterlich | D-5-71-199-17 | BW             |
| Erlenfeld (Standort)      | Rothenburger Landhege                                      | Reste des Wallgrabensystems des 15./17. Jahrhundert mit Landhegesteinen | D-5-71-199-12 | BW             |
| Neugasse 1 (Standort)     | Gasthaus                                                   | Zweigeschossiger Steilsatteldachbau mit Fachwerkobergeschoss und -giebel, 18. Jahrhundert, Verlängerung nach Westen Mitte/Ende 19. Jahrhundert                                                                                    | D-5-71-199-18 | BW             |

## Ehemalige Baudenkmäler
In diesem Abschnitt sind Objekte aufgeführt, die früher einmal in der Denkmalliste eingetragen waren, jetzt aber nicht mehr. Objekte, die in anderem Zusammenhang also z. B. als Teil eines Baudenkmals weiter eingetragen sind, sollen hier nicht aufgeführt werden. Aktennummern in diesem Abschnitt sind ehemalige, jetzt nicht mehr gültige Aktennummern.

| Lage                                                                | Objekt                   | Beschreibung                                                                                                 | Akten-Nr.     | Bild |
| ------------------------------------------------------------------- | ------------------------ | --- | ------------- | ---- |
| Haundorf Stelzenbach 1 (Standort)                                   | Ehemaliges Wohnstallhaus | Eingeschossiges verputztes Fachwerkhaus mit Satteldach und breitem Querhaus, 1855, wesentlich verändert 1955 | D-5-71-199-4  | BW   |
| Haundorf Stelzenbach 6 (Standort)                                   | Wohnhaus                 | 1868 | D-5-71-199-5  | BW   |
| Hilpertsweiler ()                                                   | Steinkreuz               | Mittelalterlich                                                                                              | D-5-71-199-7  |      |
| Leitsweiler Leitsweiler 7 (Standort)                                | Ehemaliges Bauernhaus    | Eingeschossiger Einfirsthof mit verputztem Fachwerkgiebel, Mitte 19. Jahrhundert                             | D-5-71-199-8  | BW   |
| Steinbach an der Holzecke Steinbach an der Holzecke 7, 9 (Standort) | Ehemaliger Haufenhof     | Stallscheune, erdgeschossiger Satteldachbau aus verputztem Ziegelstein und Fachwerkwand, 19. Jahrhundert     | D-5-71-199-11 | BW   |
| Steinbach an der Holzecke Steinbach an der Holzecke 7, 9 (Standort) | Ehemaliger Haufenhof     | Remise, Fachwerkbau mit Satteldach, 19. Jahrhundert                                                          | D-5-71-199-11 | BW   |
| Unterampfrach Haundorfer Straße 4 (Standort)                        | Ehemalige Sölde          | Erdgeschossiger Einfirsthof mit Satteldach, Fachwerk, spätes 18. Jahrhundert                                 | D-5-71-199-13 | BW   |
| Wildenholz Am Kirchbuck 3 (Standort)                                | Wohnstallhaus            | Eingeschossig, Fachwerk, frühes 19. Jahrhundert                                                              | D-5-71-199-16 | BW   |